# Nippon Cargo Airlines
Nippon Cargo Airlines Company, Limited (日本貨物航空株式会社 Nippon Kamotsu Kōkū Kabushiki-gaisha?), o NCA, es una aerolínea de carga con base en el edificio Onarimon Yusen en Minato, Tokio, Japón. Opera vuelos regulares de carga en Asia y a Europa y Norteamérica. Su base de operaciones principal es el Aeropuerto Internacional de Narita a las afueras de Tokio.

## Historia

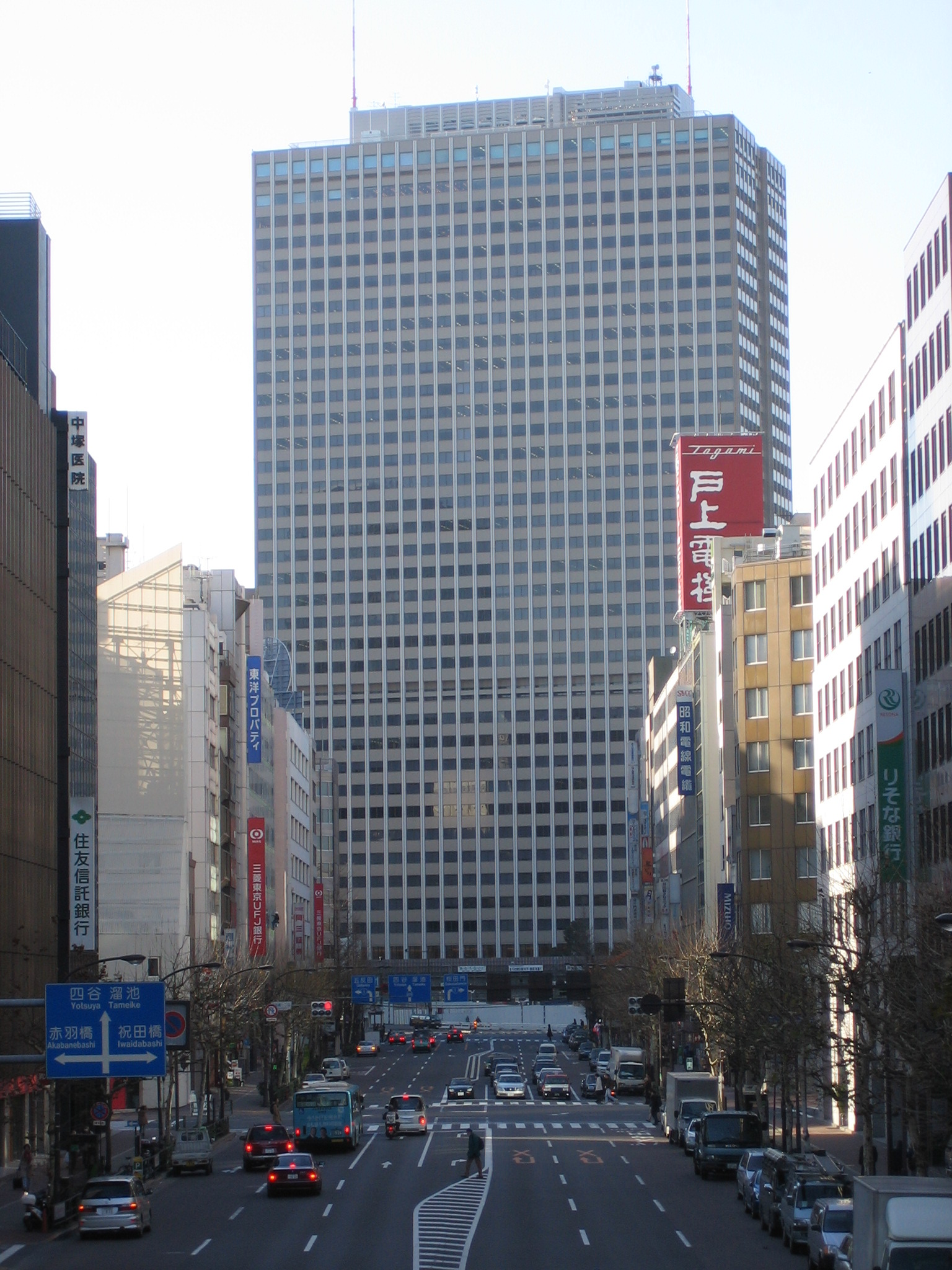
El Edificio Kasumigaseki, que sirvió anteriormente de sede de la compañía.

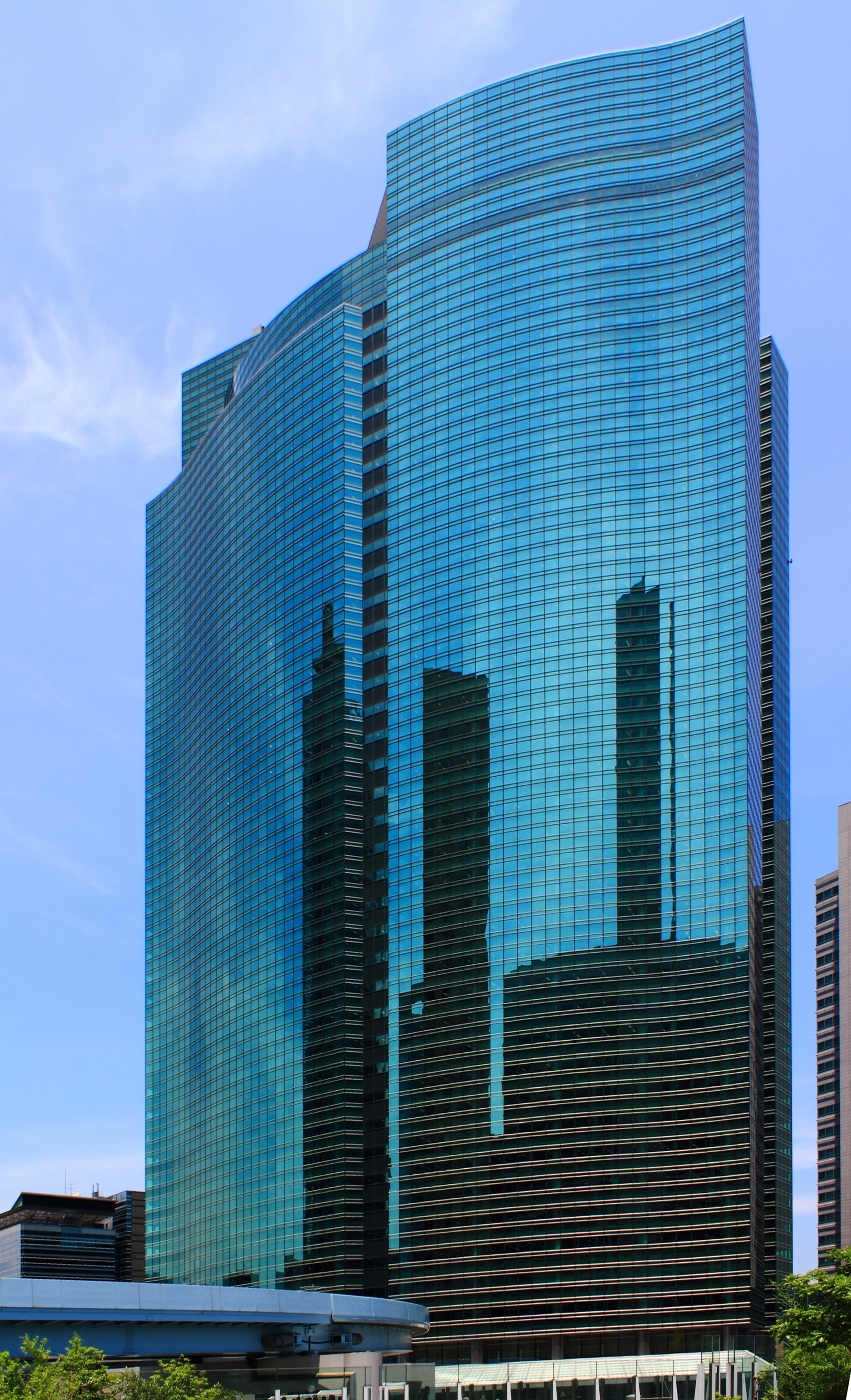
El Shiodome City Center, que sirvió anteriormente de sede de la compañía.

Nippon Cargo Airlines fue fundada el 21 de septiembre de 1978 y comenzó a operar en 1985. Fue la primera aerolínea íntegramente carguera de Japón. Con el paso del tiempo, su red de vuelos ha crecido hasta incluir ciudades en los tres continentes. Inicialmente, NCA fue una empresa formada por compañíastransportistas, a la cabeza de las cuales estaba Nippon Yūsen y All Nippon Airways. En agosto de 2005, ANA vendió su participación a Nippon Yūsen.
La aerolínea es propiedad de Global Logistics Investments (55,18%), Nippon Yūsen (13,8%), Kawasaki Kisen Kaisha (13,19%), Nippon Express (3,13%) y otras (14,7%).

## Destinos
A continuación se listan los destinos regulares de NCA. Las rutas regulares de NCA son desde Japón a Asia, y desde Japón a Norteamérica y a Europa pasando por Anchorage (en julio de 2009).

### Asia
- Bangkok (Aeropuerto Suvarnabhumi), Tailandia
- Hong Kong (Aeropuerto Internacional de Hong Kong), China
- Nagoya (Aeropuerto Internacional Chūbu Centrair), Japón
- Osaka (Aeropuerto Internacional de Kansai), Japón
- Seúl (Aeropuerto Internacional de Incheon), Corea del Sur
- Shanghái (Aeropuerto Internacional de Shanghái-Pudong), China
- Singapur (Aeropuerto Internacional de Singapur), Singapur
- Tokio (Aeropuerto Internacional de Narita), Japón

### Europa
- Ámsterdam (Aeropuerto de Ámsterdam-Schiphol), Países Bajos
- Milán (Aeropuerto Internacional de Malpensa), Italia

### Norteamérica
- Anchorage (Aeropuerto Internacional Ted Stevens Anchorage), Estados Unidos
- Chicago (Aeropuerto Internacional O'Hare), Estados Unidos
- Guadalajara (Aeropuerto Internacional Don Miguel Hidalgo y Costilla), México
- Los Ángeles (Los Angeles Internacional), Estados Unidos
- Nueva York (Aeropuerto Internacional John F. Kennedy), Estados Unidos
- San Francisco (Aeropuerto Internacional de San Francisco), Estados Unidos

## Flota

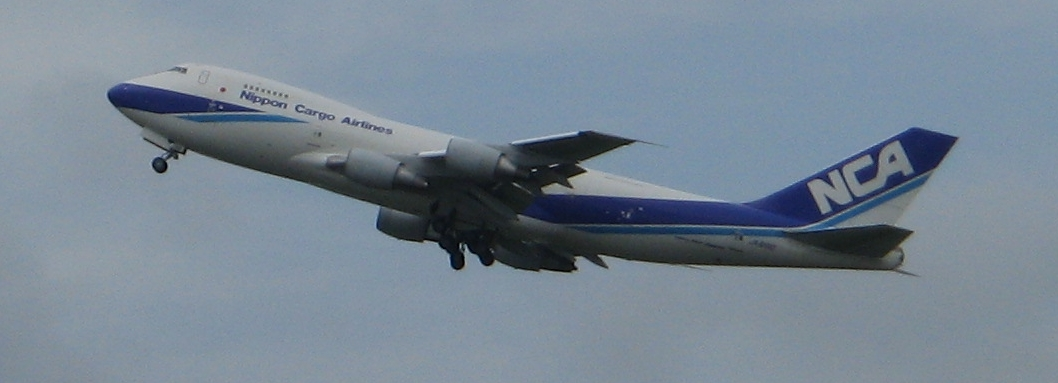
747 de NCA despegando en Narita, cerca de Tokio.

La flota de Nippon Cargo Airlines incluye las siguientes aeronaves con una edad promedio de 7.7 años (a mayo de 2020):
- El 9 de junio de 2005 Nippon Cargo Airline recibió su primer Boeing 747-400F en Everett, Washington, recibiendo así el primero de sus cuatro aviones pedidos de ese tipo.[6]

- NCA fue uno de los clientes de lanzamiento del Boeing 747-8 carguero. Efectuó un pedido de ocho Boeing 747-800F que le fueron entregados entre 2007 y 2015.

- En junio de 2006, se firmaron pedidos por dos Boeing 747-400F adicionales. Estos aviones fueron entregados en 2008 y 2009 y reemplazaron a los Boeing 747-200F. Anteriormente, pidió ocho Boeing 747-400F.

En mayo de 2009, los diez 747-400 ya habían sido entregados, sin embargo los dos últimos fueron transferidos a CargoB, un operador belga en el que NCA posee acciones. CargoB se declaró en bancarrota en mayo de 2009, y desde entonces, los dos 747-400 propiedad de NCA están almacenado en el desierto en Estados Unidos.

## Sede
Nippon Cargo Lines tiene su sede en el edificio Onarimon Yusen en Nishi-Shimbashi, Minato, Tokio, Japón.
En julio de 1978, cuando la compañía comenzó a operar, estaba gestionada desde un único despacho en la zona de All Nippon Airways en el Edificio Kasumigaseki en Kasumigaseki, Chiyoda, Tokio. En  1997 NCA trasladó su sede del Edificio Shiroyama JT Mori al Nuevo Edificio Kasumigaseki. En marzo de 2003 la sede se trasladó al Shiodome City Center en Shiodome, Minato, Tokio cuando este fue inaugurado; este traslado, supuso el quinto cambio de ubicación de sede.